# 21.er Regimiento de Instrucción de Paracaidistas
El 21.er Regimiento de Instrucción de Paracaidistas (21. Fallschirmjäger-Lehr-Regiment), fue un Regimiento de Instrucción de la Luftwaffe durante la Segunda Guerra Mundial

## Historia
Formada el junio de 1944 en Nantes, Administración Militar en Francia desde el Regimiento de Instrucción de Paracaidistas. Reconstruida el 11 de febrero de 1945 después de grandes pérdidas, y fue renombrada 210.º Regimiento de Instrucción de Paracaidistas el 28 de marzo de 1945.

## Comandantes
- Oberstleutnant Harry Herrmann — (1 de junio de 1944 — enero de 1945)

## Correo Postal
| Unidad          | Correo Postal            |
| Cuartel General | L50031                   |
| I Batallón      | L50157                   |
| II Batallón     | L53116                   |
| III Batallón    | L51268                   |
| 13.º Compañía   | L49127 ab2/44 L63208 ??? |
| 14.º Compañía   | L51585                   |
| 15.º Compañía   | L61545                   |
| 16.º Compañía   | L61448                   |

## Subordinado
| 1.er Ejército de Paracaidistas | Junio de 1944 — 28 de marzo de 1945 |

- Datos: Q16142116